# Winter-Paralympics 1976/Skilanglauf
Bei den I. Winter-Paralympics wurden zwischen dem 1976 in Örnsköldsvik 25 Wettkämpfe in 6 Klassen im Skilanglauf ausgetragen.

## Klassifizierungen
| Klasse | Einstufungen                                     |
| ------ | ------------------------------------------------ |
| I      | Stehend, Eine Beinamputation oberhalb des Knies  |
| II     | Stehend, Eine Beinamputation unterhalb des Knies |
| III    | Stehend, Ein amputierter Arm                     |
| IV B   | Stehend, beidseitige Armamputation               |
| A      | Sehbehindert, kein Restsehvermögen               |
| B      | Sehbehindert, unter 10 % Restsehvermögen         |

## Medaillenspiegel
| Platz | Land           | Goldmedaille | Silbermedaille | Bronzemedaille | Gesamt |
| ----- | -------------- | ------------ | -------------- | -------------- | ------ |
| 1     | Finnland       | 8            | 7              | 7              | 22     |
| 2     | Norwegen       | 7            | 3              | 2              | 12     |
| 3     | Schweden       | 6            | 7              | 7              | 20     |
| 4     | BR Deutschland | 2            | 5              | 4              | 11     |
| 5     | Schweiz        | 1            | —              | 1              | 2      |
| 6     | Kanada         | 1            | —              | —              | 1      |
| 7     | Österreich     | —            | —              | 1              | 1      |

## Frauen
| Disziplin      | Klasse | Gold                                                  | Silber                                           | Bronze                                                 |
| -------------- | ------ | ----------------------------------------------------- | ------------------------------------------------ | ------------------------------------------------------ |
| 5 km           | I      | Vigdis Bente Mordre                                   | —                                                | —                                                      |
| 5 km           | II     | Lorna Manzer                                          | —                                                | —                                                      |
| 5 km           | III    | Dorothea Neuweiler                                    | Aino Turpeinen                                   | Ellen Sjodin                                           |
| 5 km           | A      | Birgitta Sund                                         | Gunhild Sundstrom                                | Marianne Edfeldt                                       |
| 5 km           | B      | Karin Gustavsson                                      | Reidun Laengen                                   | Astrid Nilsson                                         |
| 10 km          | I      | Vigdis Bente Mordre                                   | —                                                | —                                                      |
| 10 km          | III    | Dorothea Neuweiler                                    | Aino Turpeinen                                   | Ellen Sjodin                                           |
| 10 km          | A      | Birgitta Sund                                         | Gunhild Sundstrom                                | Marianne Edfeldt                                       |
| 10 km          | B      | Reidun Laengen                                        | Astrid Nilsson                                   | Karin Gustavsson                                       |
| 3×5 km Staffel | A-B    | SchwedenKarin Gustavsson Astrid Nilsson Birgitta Sund | NorwegenAud Berntsen Aud Grundvik Reidun Laengen | FinnlandElla Kinnunen Sirkka Sulisalo Matleena Talonen |

## Männer
| Disziplin       | Klasse   | Gold                                                 | Silber                                                    | Bronze                                                       |
| --------------- | -------- | ---------------------------------------------------- | --------------------------------------------------------- | ------------------------------------------------------------ |
| 5 km            | I        | Pertti Sankilampi                                    | Otto Malkki                                               | Tauno Seppaenen                                              |
| 5 km            | II       | Bertil Lundmark                                      | Kalle Tiusanen                                            | Erkki Kukkanen                                               |
| 5 km            | III      | Teuvo Sahi                                           | Walter Klenk                                              | Edmund Zahner                                                |
| 5 km            | IV B     | Reino Vesander                                       | Ernst Schwarz                                             | Adolf Fritsche                                               |
| 10 km           | I        | Pertti Sankilampi                                    | Otto Malkki                                               | Tauno Seppaenen                                              |
| 10 km           | II       | Bertil Lundmark                                      | Kalle Tiusanen                                            | Erkki Kukkanen                                               |
| 10 km           | III      | Teuvo Sahi                                           | Edmund Zahner                                             | Raimo Hiiri                                                  |
| 10 km           | IV B     | Reino Vesander                                       | Adolf Fritsche                                            | Ernst Schwarz                                                |
| 10 km           | A        | Germain Oberli                                       | Jarle Johnsen                                             | Mauno Sulisalo                                               |
| 10 km           | B        | Morten Langeroed                                     | Sven-Ivar Martin                                          | Terje Hansen                                                 |
| 15 km           | A        | Jarle Johnsen                                        | Ingemar Lundquist                                         | Germain Oberli                                               |
| 15 km           | B        | Morten Langeroed                                     | Sven-Ivar Martin                                          | Terje Hansen                                                 |
| 3×5 km Staffel  | I-II     | FinnlandOtto Malkki Pertti Sankilampi Kalle Tiusanen | SchwedenBertil Lundmark Kalevi Mattila Sven-Olof Tornvall | BR DeutschlandHermann Heckel Helmut Kaidisch Siegfried Loose |
| 3×10 km Staffel | A-B      | NorwegenTerje Hansen Jarle Johnsen Morten Langeroed  | FinnlandMartti Juntunen Manu Laakso Matti Ojanen          | SchwedenYngve Eriksson Ingemar Lundquist Sven-Ivar Martin    |
| 3×10 km Staffel | III-IV B | FinnlandRaimo Hiiri Teuvo Sahi Arvo Stahl            | BR DeutschlandWalter Klenk Ludwig Wagner Edmund Zahner    | ÖsterreichWolfgang Pickl Josef Scheiber Eugen Wilhelm        |